# Delfimeus scriptus
Delfimeus scriptus is een insect uit de familie van de mierenleeuwen (Myrmeleontidae), die tot de orde netvleugeligen (Neuroptera) behoort. 
Delfimeus scriptus is voor het eerst wetenschappelijk beschreven door Navás in 1912.